# Sala Comacina
Sala Comacina é uma comuna italiana da região da Lombardia, província de Como, com cerca de 602 habitantes. Estende-se por uma área de 5 km², tendo uma densidade populacional de 120 hab/km². Faz fronteira com Colonno, Lezzeno, Ossuccio, Ponna.

## Demografia
| Variação demográfica do município entre 1861 e 2011                               |
|                                                                                   |
| Fonte: Istituto Nazionale di Statistica (ISTAT) - Elaboração gráfica da Wikipedia |